# ال کندور
ال کندور (به انگلیسی: El Condor) یک فیلم وسترن آمریکایی محصول سال ۱۹۷۰ میلادی به کارگردانی جان گیلرمین است.